# Одра (приток Писуэрги)
О́дра (исп. Odra) — река в Испании в провинции Бургос, приток реки Писуэрга. Длина реки — 65,5 км (по другим данным — 67,58 км). Площадь водосборного бассейна равна 798 км².
Река начинается у населённого пункта Умада на южном склоне гор. Течёт в южном направлении через деревни Сандаваль-де-ла-Рейна, Вильямайор-де-Тревино, Вильясилос, Педросо-дель-Принсипе. Впадает в Писуэргу у Мельгар-дель-Юсо. Максимум стока приходится на декабрь-март, минимум — на июнь-октябрь. Для предотвращения ущерба сельскому хозяйству река была канализирована. В реке обитает охраняемая популяция речной выдры.
Название реки происходит от кельтского корня āka (от индоевропейского au- 'вода').